# Археолошки факултет Универзитета у Варшави

Археолошки факултет Универзитета у Варшави, (оригинални назив на пољском језику: Wydział Archeologii Uniwersytetu Warszawskiego, скраћено (WA UW)) је факултет Универзитета у Варшави, основан је 1. септембра 2020. године трансформацијом Института за археологију који делује у оквиру више постојећег Историјског факултета.
Археолошки факултет је највећа академска институција те врсте у Пољској, једна од највећих у свету. Подељен је на 17 одељења и 7 лабораторија. Има особље од око 100 људи (истраживача, предавача, техничара и административног особља). Факултет нуди наставу из већине грана савремене археологије и сродних наука за преко 1500 студената из различитих области студија. Тренутно је Археолошки факултет Универзитета у Варшави смештен у историјској згради Главне школе у Варшави (1862-1869) – у главном кампусу Универзитета.

## Понуда за студирање
- Археологија: на пољском или енглеском језику (први и други циклус студија)

## Организација факултета
| Катедра                                                 | Водитељ                          |
| ------------------------------------------------------- | -------------------------------- |
| Катедра за археологију Америке                          | dr hab. Miłosz Giersz            |
| Катедра за археологију Барбарикума и римских провинција | dr hab. Adam Cieśliński          |
| Катедра за егејску археологију и текстил                | dr hab. Agata Ulanowska          |
| Катедра за археологију Египта и Нубије                  | dr hab. Sławomir Rzepka          |
| Катедра за археологију каменог доба                     | prof. dr hab. Karol Szymczak     |
| Катедра за класичну археологију                         | prof. dr hab. Piotr Dyczek       |
| Катедра за оријенталну археологију                      | dr hab. Krzysztof Jakubiak       |
| Катедра за археологију средњег и новог века             | dr hab. Tomasz Nowakiewicz       |
| Катедра за биоархеологију                               | dr Anna Gręzak                   |
| Катедра за епиграфију и папирологију                    | prof. dr hab. Tomasz Derda       |
| Катедра за нумизматику и музејске науке                 | prof. dr hab. Aleksander Bursche |

#### Остале организационе јединице факултета
| Одељења                                                     | Водитељ                      |
| ----------------------------------------------------------- | ---------------------------- |
| Лабораторија за археолошке специјализоване анализе          | dr Rafał Fetner              |
| Лабораторија за археологију слике и симболике светлости     | prof. dr hab. Jerzy Miziołek |
| Лабораторија за подводну археологију                        | dr hab. Bartosz Kontny       |
| Лабораторија за археологију обале Пацифика и Далеког истока | dr Maciej Sobczyk            |
| Лабораторија за неинвазивне тестове                         | dr Ewa Łukaszewicz           |
| Конзерваторска радионица                                    | dr hab. Paweł Szymański      |
| Студио за дигитално моделирање и документацију              | dr Miron Bogacki             |